# Угрюмый грот
Угрю́мый грот (англ. The Grim Grotto) — новелла Дэниела Хэндлера, одиннадцатая из тринадцати книг серии «Тридцать три несчастья». В ней рассказывается история трех детей, Вайолет, Клауса и Санни Бодлеров, которые осиротели после пожара и попали жить к своему дальнему родственнику Графу Олафу.

## Сюжет
В этой книге Вайолет, Клаус и Солнышко по-прежнему будут пытаться добыть сахарницу, но на их пути окажутся смертоносные грибы и неудобные водолазные костюмы. Юным героям придётся отправиться вниз по Порченному Потоку на сломанных санях; обнаружить подводную лодку «Квиквег» с капитаном Уиддершинс, его падчерицей Фионой и неунывающим Филом с лесопилки «Счастливые запахи».
Книга предназначена для детей старше 9 лет.